# Tephritis dioscurea
Tephritis dioscurea är en tvåvingeart som först beskrevs av Friedrich Hermann Loew 1856.  Tephritis dioscurea ingår i släktet Tephritis och familjen borrflugor. Arten är reproducerande i Sverige. Inga underarter finns listade i Catalogue of Life.

## Bildgalleri

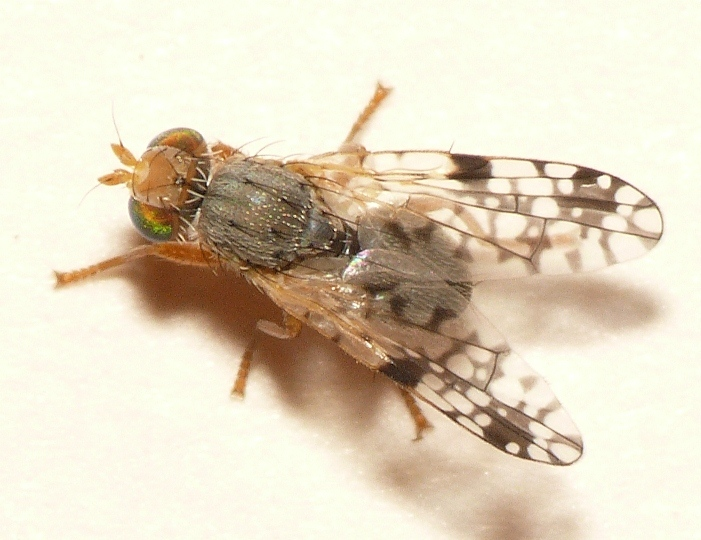